# 30 Minut Z Życia — Sto Procent Freestyle
«30 Minut Z Życia — Sto Procent Freestyle» (пол. 30 хвилин з життя) — фрістайл альбом-мікстейп O.S.T.R. випущений 8 квітня 2002 року лейблом Asfalt Records.

## Список треків
- треки не мають офіційного найменування.

1. (01:09)
2. (03:30)
3. (03:09)
4. (03:56)
5. (04:34)
6. (01:13)
7. (03:19)
8. (01:59)
9. (03:55)
10. (03:26)